# Sinocarum
Sinocarum es un género de plantas  pertenecientes a la familia Apiaceae. Comprende 32 especies descritas y de estas, solo 9 aceptadas.

## Taxonomía
El género fue descrito por Karl Friedrich August Hermann Wolff y publicado en Das Pflanzenreich IV 228(Heft 90): 164. 1927. La especie tipo es: Sinocarum coloratum (Diels) H. Wolff	

## Algunas especies
A continuación se brinda un listado de las especies del género Sinocarum aceptadas hasta julio de 2013, ordenadas alfabéticamente. Para cada una se indica el nombre binomial seguido del autor, abreviado según las convenciones y usos.
- Sinocarum coloratum (Diels) H. Wolff
- Sinocarum cruciatum (Franch.) H. Wolff ex Shan & F.T. Pu
- Sinocarum dolichopodum (Diels) H. Wolff
- Sinocarum filicinum H. Wolff
- Sinocarum pauciradiatum Shan & F.T. Pu
- Sinocarum pityophilum (Diels) H. Wolff
- Sinocarum schizopetalum (Franch.) H. Wolff
- Sinocarum vaginatum H. Wolff
- Sinocarum wolffianum (Fedde ex H. Wolff) A.K. Mukh. & Constance